# Péronnelle de Chambon
Péronnelle de Chambon (né à Chambon-sur-Voueize en 1165 et morte à la Chartreuse-du-Port-Sainte-Marie vers 1235) est dame de Combraille, puis comtesse d'Auvergne par son mariage avec le comte Guy II d'Auvergne.

## Biographie
Elle est la fille d'Amelius III de Chambon, seigneur de Chambon, et de son épouse Dalmatie d'Auvergne. 
Son mariage avec Guy II d'Auvergne autour de 1180 permet aux comtes d'Auvergne d'acquérir la baronnie de Combraille. Guy II eut avec cette dernière quatre enfants : Guillaume X, Elise, Ermengarde et Marguerite d'Auvergne.
La mort de son époux, Guy II, fait entrer Péronnelle dans une période de troubles. Dépourvue de dot à la suite de la mort de son mari, qui suit de peu l'annexion de l'Auvergne par le roi de France Philippe-Auguste contre lequel il s'est battu, elle se retrouve sans ressources. Veuve, elle rejoint la Chartreuse de Port Sainte-Marie et demande au pape de récupérer une part de ses terres d'autrefois. Ce dernier lui accorde grâce à la médiation du roi Saint Louis le retour de la ville d'Auzances pour son bien.